# ブラートヴルスト

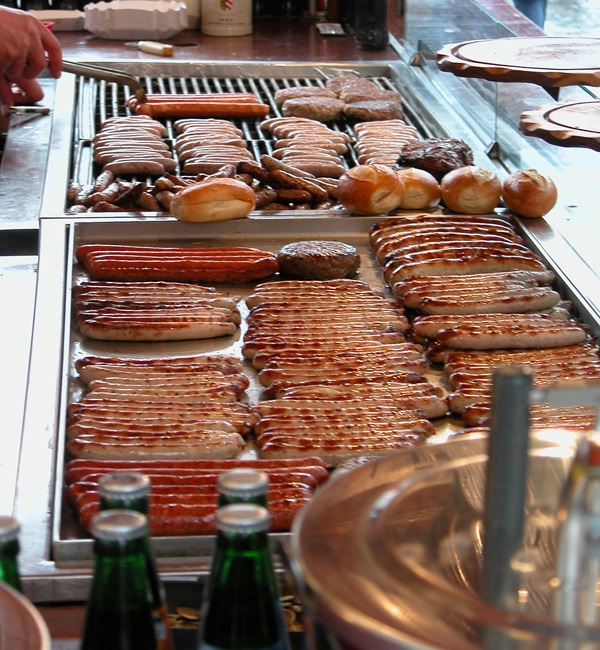
ニュルンベルクの中央広場、ハウプトマルクトの売店に並ぶ様々なヴルストや肉製品
グリルとホットプレートの間に置かれたハードな丸パン（ヴェクラまたはヴェグラ）には、ヴルストなどを挟むための切れ目が入れられている

ブラートヴルスト（独: Bratwurst、 発音）は、通常仔牛肉、豚肉、または牛肉で作るソーセージである。
この名前は古高ドイツ語のブレートヴルスト Brätwurst（Brätは細かく刻んだ肉、Wurstはソーセージ）から派生した。Brat-はソーセージの製法を示すのが本来の意味であるが、現在はドイツ語の動詞「braten」（フライまたはローストする）と連想されることが多い。ヴルストは普通、グリルまたはフライされるが、ブイヨンまたはビールで調理することもある。

## 歴史
ドイツで最古のブラートヴルストは1313年にさかのぼり、ニュルンベルクのフランケン地方の文献に見られる。フランケン地方は今なお、グリルしたソーセージの世界的に著名な中心地である。

## ドイツ

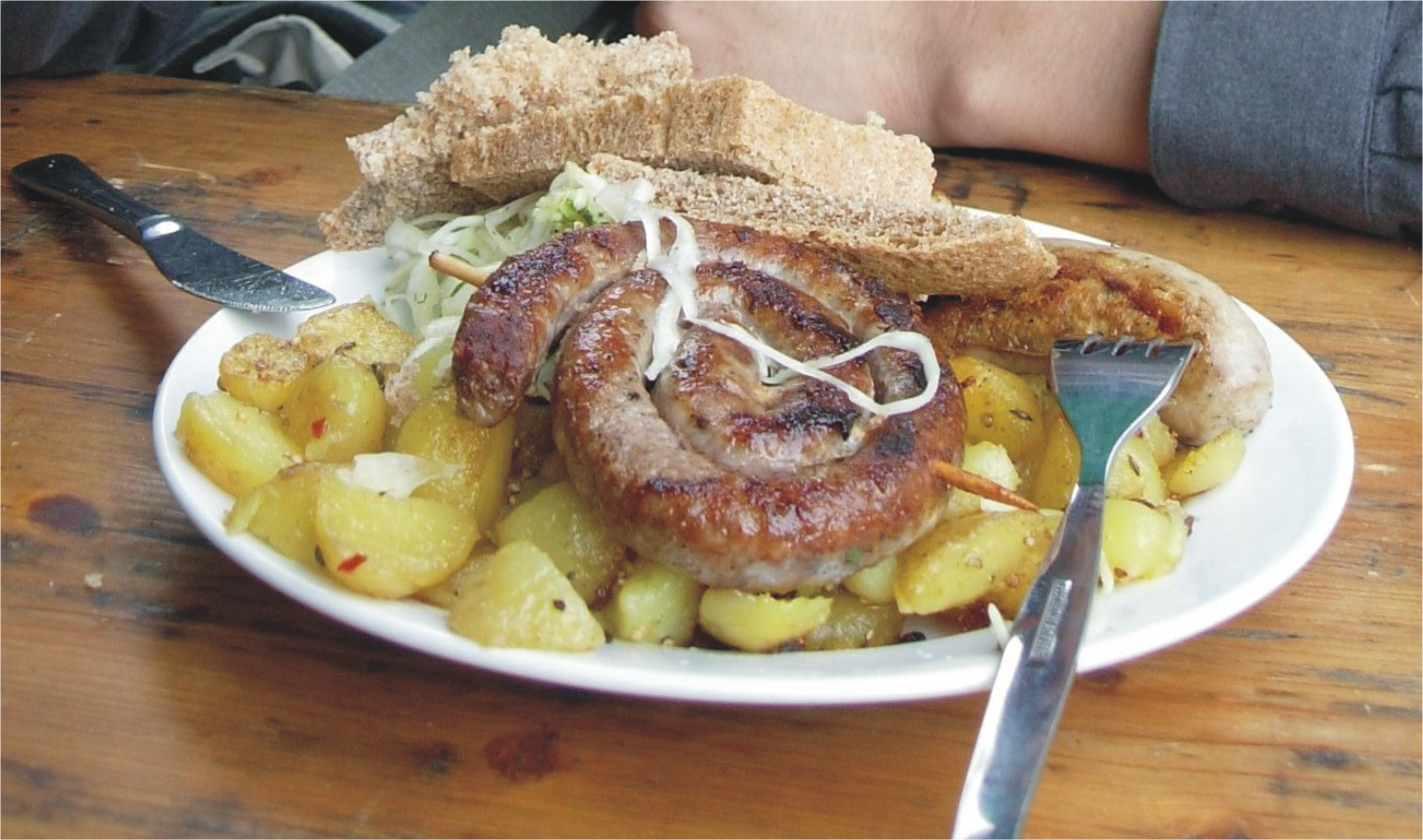
ミュンスター市場のブラートヴルスト

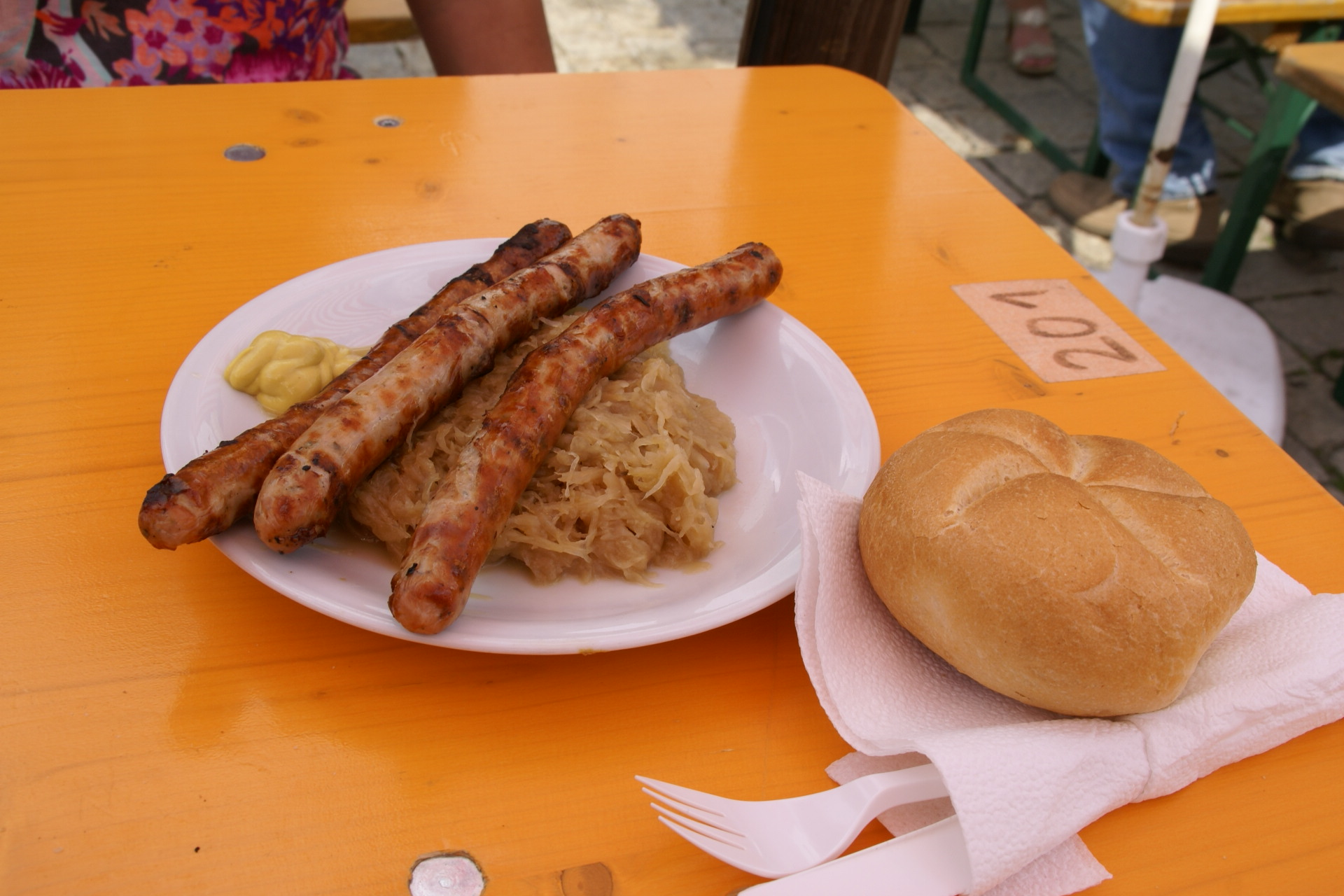
フレンキッシェ・ブラートヴルスト

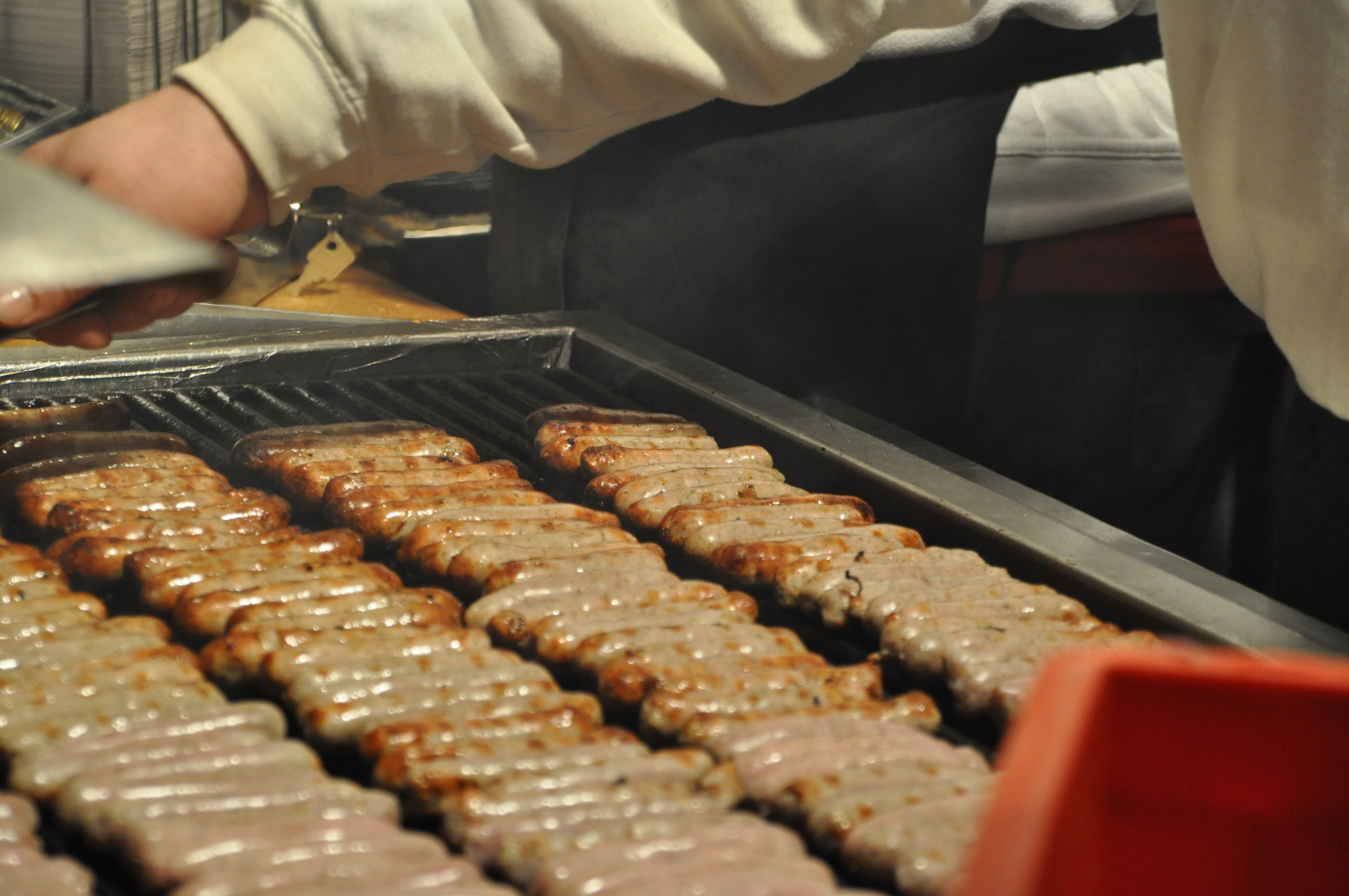
ニュルンベルク・ロストブラートヴルスト

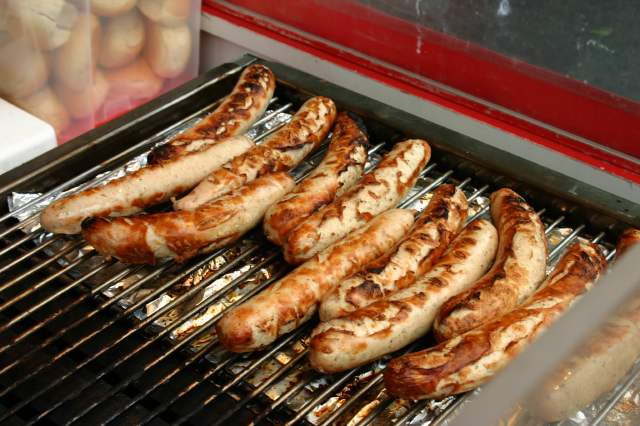
ロストブラートヴルスト

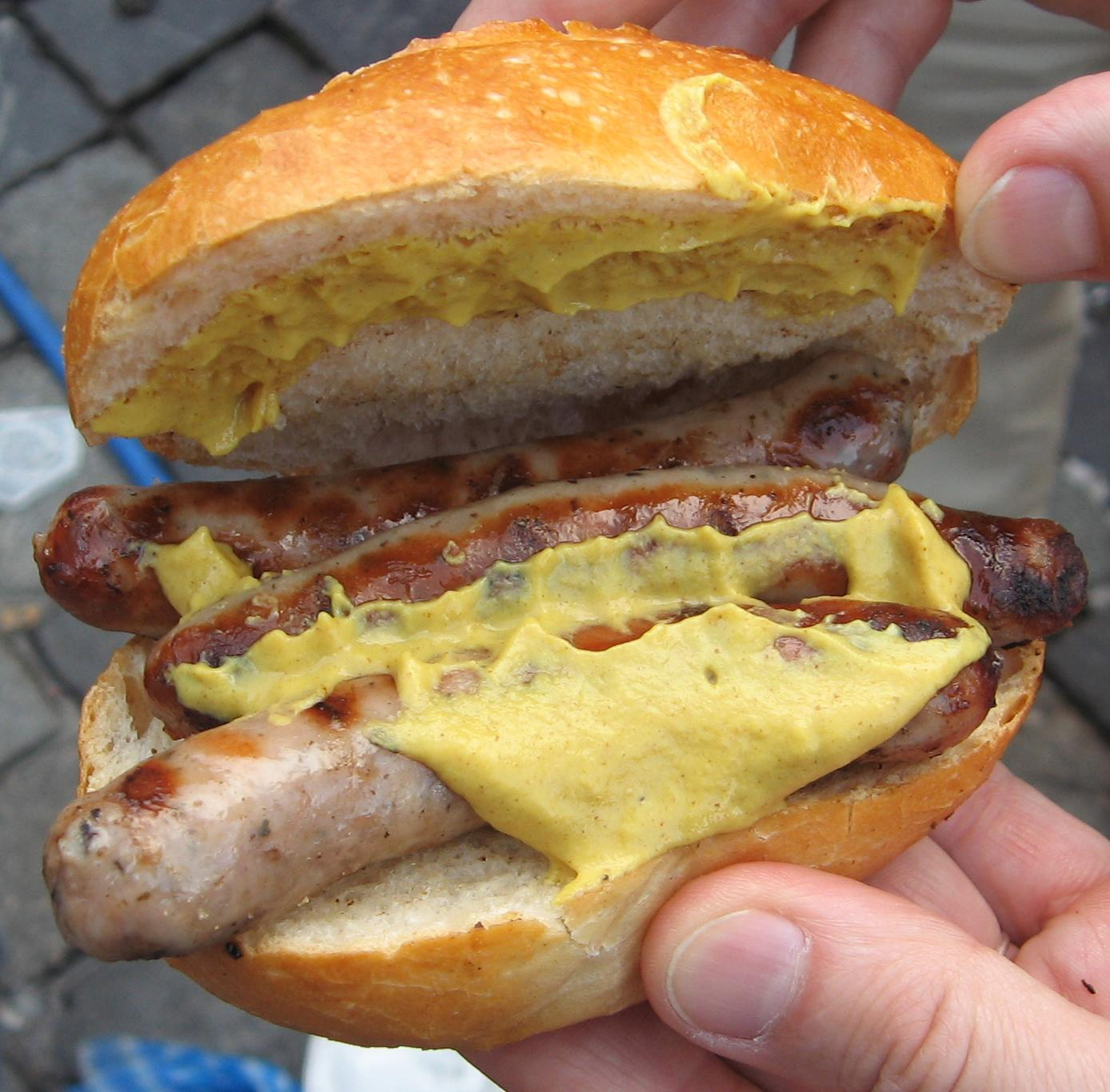
Drei im Weggla（3本入りロールパン）

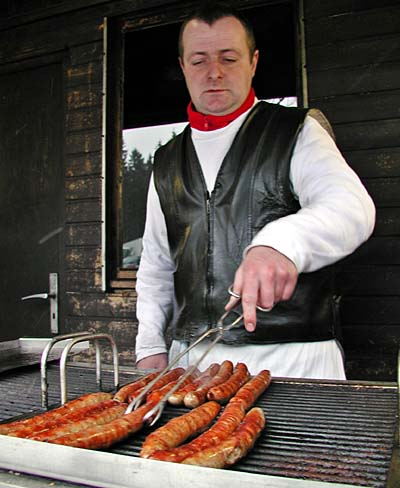
テューリンガー・ロストブラートヴルスト

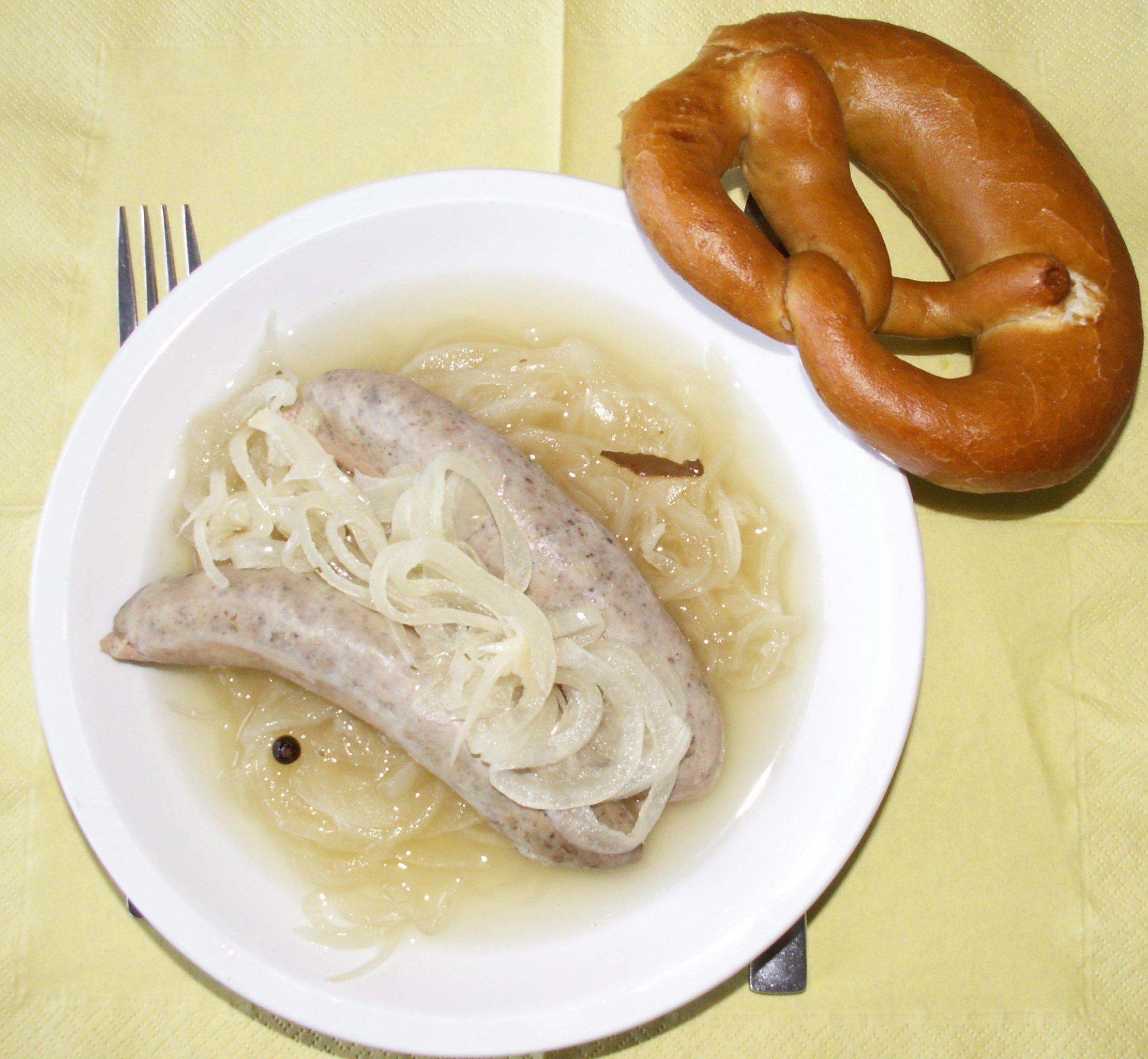
ブラウエ・ツィプフェル（生ブラートヴルストの煮込み）プレッツェル添え

この料理の調理法は、地域や地区によって異なり、ドイツのブラートヴルストは40種類以上あるとする文献もある。最も有名な種類の発祥はフランケン地方（大部分が現在のバイエルン州北部に位置し、今なお文化的にバイエルンとは異なる）、その北隣のテューリンゲン州および近隣の地域である。ソーセージを供する方法も地域により異なるが、最も一般的にはブレートヒェン（Brötchen、小麦粉の白いロールパン）と共に辛さを抑えたマスタードを付けて軽食として供する。パブの料理としては、ザワークラウトやポテトサラダを添えて供されることが多く、場合により色が濃く皮が堅い田舎のライムギパン、稀にプレッツエルが供される。ドイツ語圏の国で非常に一般的なファストフードであり、路上・街角や駅構内などの小さな店や屋台で調理・販売されることが多く、精肉店の軽食コーナーでも提供される場合がある。

### フランケン地方

#### フレンキッシェ・ブラートヴルスト
フランケン地方のソーセージは比較的長く（10〜20センチメートル）太い、粗挽きソーセージであり、フランケン地方全体で一般的であり種類は少ない。歴史は1573年までさかのぼる。特徴的な材料はマジョラムで、味はニュルンベルク・ブラートヴルストに似ているが、その大きさと粗挽き故に、より肉汁が多い。フレンキッシェ・ブラートヴルストは伝統的にザワークラウトやポテトサラダを添えて供されるがマスタードは添えられない。客の多くはこの伝統を無視して、たっぷりのマスタードを要望する。

#### コーブルク風ブラートヴルスト
フランケン地方の都市コーブルク発祥のブラートヴルストの最古の文献は1498年である。15%以上の仔牛肉または牛肉を材料に、塩、コショウ、ナツメグ、レモン皮のみで風味を着ける。粗挽きで、長さは約25センチメートルである。伝統的に、松ぼっくりの火でグリルし、ロールパン（ブレートヒェン）に挟んで供される。

#### クルムバッハ風ブラートヴルスト
フランケン地方の都市クルムバッハ発祥のクルムバッハ風ブラートヴルストは、細かく刻んだ仔牛肉を主な材料とし、細長い。

#### ニュルンベルク・ロストブラートヴルスト
フランケン地方最大の都市ニュルンベルクの小さく細いブラートヴルストは、最古の文献が1313年である。長さは7〜9センチメートル、重さは20〜25グラムで驚くほど小さい。ドイツで最も有名と思われるこのソーセージ、ニュルンベルク・ブラートヴルストおよびニュルンベルク・ロストブラートヴルスト（「ロスト」は直火の網焼きを意味する）は、2003年からEU法原産地名称保護制度のもと保護され、ニュルンベルクのみで生産される。ニュルンベルクでは1997年に「ニュルンベルク・ブラートヴルスト保護協会」が設立された。
豚肉を材料とし、新鮮なマジョラムで独特の風味を与え、伝統的にブナ材の火でグリルする。メイン料理として、6、8、10、または12本1組でピューター皿（丸皿、またはハート形やベル型）に、ザワークラウトやポテトサラダと共に、小量の西洋ワサビまたはマスタードを添えて供される、軽食として、しばしば路上売店でDrei im WecklaないしDrei im Weggla（3本入りブレートヒェンを意味し、Weggla (Weckla)は小さなパンすなわちブレートヒェン類を意味するニュルンベルクの方言である）として販売され、好みにより香辛料としてマスタードを添えて販売される。
グリル以外のニュルンベルクのソーセージ調理法は、調味した酢とタマネギのブイヨンの煮込み調理であり、ブラウエ・ツィプフェル（Blaue Zipfel、青い小片や青い端っこを意味する）と呼ばれる。

#### ヴュルツブルガー・ブラートヴルスト
ヴュルツブルガー・ブラートヴルストは、フランケン地方の都市ヴュルツブルク発祥である。大きさはテューリンガー・ロストブラートヴルストと同様であるが、材料にフランケンワインが含まれる。

### その他の種類
テューリンガー・ロストブラートヴルスト
テューリンガー・ロストブラートヴルストは、テューリンゲン州のスパイシーなソーセージである。長さは15〜20センチメートルで細長く、伝統的に炭火でグリルしてマスタードとパンと共に食する。テューリンガー・ロストブラートヴルストの名称は、EU法原産地名称保護制度で保護される。
2000年にテューリンゲン州の都市アルンシュタットにて、1404年のブラートヴルストに関する最初の取引記録が発見されたことに端を発し、「テューリンガーブラートヴルスト友の会 Freunde der Thüringer Bratwurst e.V.」が2006年に設立された。同年、この協会は「ドイツ・第一ブラートヴルスト博物館Erstes Deutsche Bratwurstmuseum」をアルンシュタット近郊ワクセンブルクゲマインデのホルツハウゼン村に設立した。2メートルの高さの木製のパンに挟んだブラートヴルストの記念像で博物館への経路を宣伝している。

ノルトヘッシシェ・ブラートヴルスト
ノルトヘッシシェ（ヘッセン州北部）・ブラートヴルストは、テューリンガー・ロストブラートヴルストと似た味である。粗挽きの豚肉を材料とし、調味料でたっぷり風味付けする。長さは約20センチメートルである。伝統的に、木材の火でグリルして切り開いたロールパンの上に乗せてマスタードを添えて供される。

ローテヴルスト
ローテヴルスト（赤いソーセージ）は、シュヴァーベン地域で好まれるブラートヴルストである。細かく挽いた豚肉とベーコンが材料であり、味は辛い。軽く燻されるために皮が赤茶色を帯びていて、ボックヴルストと類似している。グリルやフライの調理中に割れないように、ソーセージの端に×印の切れ目を入れる。調理により切れ目が開くが、ソーセージは割れず、伝統的な形状になる。

ブラートヴルスト・シュネッケン
ブラートヴルスト・シュネッケンは、「ブラートヴルストのカタツムリ風」という名前が意味する通り、長いブラートヴルストを渦巻き状に丸めたものであり、日本国内では過去に「ソーセージマルメターノ」という商品名で販売されていたことがあった。

## アメリカ合衆国
ブラートヴルストは、アメリカ合衆国、特にドイツ系祖先グループが最大のウィスコンシン州で一般的な種類のソーセージである。最初にドイツ移民により北米に持ち込まれ、より有名なホットドッグと並んで夏の野外料理の定番となった。ウィスコンシン州はまた、炭火でグリルする前に、ビール（ピルスナースタイルのビールとバターとタマネギを混ぜた調味液）でブラートヴルストを茹でる名物料理、「beer brat」の発祥地である。
ブラートヴルストは、1920年代にウィスコンシン州シボイガン郡で広まった。一般的に、肉屋が注文を受け、新鮮なブラートヴルストを届けるため、手作りするのが通常であった。ソーセージの脂肪分は、日々の配達で腐敗を防止するために十分な量であった。脂肪分のほとんどは、炭火での調理で溶け落ちる。グリルの近くに冷水を置き、指で水をはじいて流れ落ちた油脂で起きる炎が起きないようにする。
ブラートヴルスト（またはブラート）は、1953年ミルウォーキー・カウンティ・スタジアムでのメジャーリーグベースボールにビル・スパーリングが販売してから、スポーツスタジアムでの主要スポーツで人気となった。スパーリングは、ブルックリン・ドジャーズのデューク・スナイダーがニューヨークに1ケース持ち帰るほどの人気だったと語った。現在、ミルウォーキーのミラー・パークがホットドッグよりもブラートヴルストが多く売れる唯一の野球場である。
オハイオ州の町、ビュサイラス（「アメリカのブラートヴルストの首都」として知られる）では、1967年から毎年、3日間の「ビュサイラス・ブラートヴルスト・フェスティバル」を開催している。